# Riviera do Mar Vermelho
A Riviera do Mar Vermelho, costa leste do Egito ao longo do Mar Vermelho, consiste de cidades-resorts na costa ocidental do Golfo de Aqaba e ao longo da costa leste do Egito continental, ao sul do Golfo de Suez. A combinação de um clima favorável, mar quente, milhares de quilômetros de costa e abundantes pontos de interesses naturais e arqueológicos faz com que este trecho da costa do Egito seja um destino turístico nacional e internacional. Existem inúmeros parques nacionais ao longo da Riviera do Mar Vermelho, tanto debaixo d'água quanto em terra. O deserto e a vida marinha são protegidos por uma série de leis, e os visitantes podem estar sujeitos a pesadas multas por não cumprirem as leis.

## Lista dos Resorts
Listado em ordem geográfica, de norte a sul:
Na Península do Sinai:
- Dahab
- Nuweiba
- Ras Muhammad National Park
- Ras Sidr
- Sharm-El-Sheikh
- Straits of Tiran
- Taba

As ilhas próximas do Sinai incluem:
- Pharaoh's Island
- Sanafir Island
- Tiran Island

Na costa ocidental do Mar Vermelho:
- Abu Shar
- Abu Soma
- Abu Tig (El Gouna)
- Ain Sukhna
- Quseir
- Coraya Bay
- Alshalateen
- Berenice Troglodytica
- El Gouna
- Foul Bay
- Gamsha Bay
- Gebel Elba
- Gubal Strait
- Hala'ib
- Hamata
- Hurghada
- Makadi Bay
- Marsa Alam
- Tarabin town
- Port Ghalib
- Ras Banas
- Ras Gharib
- Safaga
- Sahl Hasheesh
- Serrenia
- Shoni Bay
- Soma Bay
- Wadi Gimal

As ilhas do Mar Vermelho incluem:
- Abu Minqar Island
- Green Island (Egypt)
- Mukawwa Island
- Rocky Island
- Shadwan
- St. John's Island, Egypt

## Ver Também
- Riviera
- Egito